# Кебешть (Бакеу)
Кебешть, Кебешті (рум. Căbești) — село у повіті Бакеу в Румунії. Входить до складу комуни Поду-Туркулуй.
Село розташоване на відстані 222 км на північний схід від Бухареста, 56 км на південний схід від Бакеу, 106 км на південь від Ясс, 98 км на північний захід від Галаца.

## Населення
За даними перепису населення 2002 року у селі проживали 869 осіб, усі — румуни. Усі жителі села рідною мовою назвали румунську.